# Triumph or Agony
Triumph or Agony è il sesto album della band italiana Rhapsody of Fire, pubblicato il 25 settembre 2006. Il titolo significa "Trionfo o agonia". È il secondo disco della Dark Secret Saga, cominciata nel 2004 con Symphony of Enchanted Lands II: The Dark Secret.
Ha contribuito anche Dominique Leurquin (chitarra).

## Il disco
Il CD, come al solito continua da dove aveva concluso nel precedente: “Il destino dei nostri eroi sarà trionfo o Agonia.”
Nell'anno 9000 Nekron conquistò le terrificanti terre oscure dove i nostri compiono il loro eterno viaggio.
Finalmente sorge l'alba dalle montagne, e Iras si rivolge ai compagni con emozione, raccontando le mitiche ere dei prodigi e dei re elfi, in particolare dell'antica legge della Spada di Smeraldo: essa fu forgiata da Atlon “furia dell'inferno” che, con l'aiuto degli angeli, la riempì di sacra potenza. Solo l'eletto avrebbe potuto prendere la Spada di Smeraldo, e così accadde.
Insieme alle timide stelle, ancora “incastrate” nel cielo, scende ora un fiero e candido canto a loro. Infuriano ancora nella mente di Iras i silenziosi sogni d'amor perduto e le fiamme degli angeli: esse ancora ardono nel suo cuore. Ancor si racconta la tremenda guerra tra cielo ed inferno, e incombe la paura di antiche sommosse, gli oscuri ed arcani segreti delle rosse segrete colme di sangue: pianti, torture e tormenti degli angeli.
Ora si sente il poetare di Dargor, che richiama a sé i suoi ricordi: la scelta di cambiare il suo destino grazie agli angeli, e come egli sia rinato, orgoglioso di guidare la sua anima verso nuovi orizzonti. Ma egli rimane il figlio del dolore.
Il gruppo si incamminò tra le paludi ed entrò nella gelata caverna. C'era un enigma tra le rocce, e Khaas le fissò. Egli seppe di saper risolvere il mistero: loro sono l'unica speranza.
Dopo aver raggiunto il pozzo delle anime cercarono di superarlo risolvendo un secondo indovinello: Iras dichiarò che il segreto era nel nome di Nekron infatti, nell'alfabeto nekranico, certi numeri corrispondono alle lettere del suo nome.
Così il gruppo varcò il portale dell'agonia: gli eroi scoprirono i segreti di Dar-Kunor e del sangue umano che sgorgava, per l'ira di Nekron e dei folli riti per la sua nefasta anima. Dovevano trovare assolutamente la profezia.
Finalmente trovarono il libro e, una volta preso dall'altare, demoni e zombie si scatenarono. Il gruppo fuggì attraverso i labirinti, saltarono nel fiume rosso sangue e, coperti di salme, si salvarono.
Nekron continua a vivere nelle oscure memorie, correte valenti eroi e nascondete le oscure parole dell'ultimo figlio del dio infernale: “trionfo o agonia: dipende da come voi userete queste parole…”

## Tracce
Testi e musiche di Luca Turilli e Alessandro Staropoli, tranne dove indicato.
1. Dar-Kunor – 3:13
2. Triumph or Agony – 5:02
3. Heart of the Darklands – 4:10
4. Old Age of Wonders – 4:35
5. The Myth of The Holy Sword – 5:03
6. Il canto del vento – 3:54 (Fabio Lione)
7. Silent Dream – 3:50
8. Bloody Red Dungeons – 5:11
9. Son of Pain – 4:43
10. The Mystic Prophecy of the Demonknight – 16:26
11. Dark Reign of Fire – 6:26
12. Defenders of Gaia (bonus track) – 4:35
13. A New Saga Begins (radio edit) – 4:20
14. Son of Pain (italian version) – 4:47

## Formazione
- Luca Turilli - chitarra
- Alessandro Staropoli - tastiera
- Alex Holzwarth - batteria
- Fabio Lione - voce
- Patrice Guers - basso